# Стешевская (Карелия)
Стешевская — деревня в составе Кривецкого сельского поселения Пудожского района Республики Карелия, комплексный памятник истории.

## Общие сведения
Расположена на северном берегу озера Корбозеро.

## Население
| 2002 | 2010 | 2013 |
| ---- | ---- | ---- |
| 61   | ↘36  | ↘32  |